# Piper Laurie
Piper Laurie (właśc. Rosetta Jacobs; ur. 22 stycznia 1932 w Detroit, zm. 14 października 2023 w Los Angeles) – amerykańska aktorka filmowa i telewizyjna. Nominowana do Oscara za pierwszoplanową rolę w filmie Bilardzista (1961). 

## Życiorys
Urodziła się w Detroit w Michigan w żydowskiej rodzinie. Ojciec Alfred Jacobs (jego rodzice byli żydowskimi imigrantami z Polski) zajmował się sprzedażą mebli. Rodzice jej matki, Charlotty Sadie (z domu Alperin), wyemigrowali z Rosji. W młodości przeprowadziła się do Los Angeles w Kalifornii. Gdy miała 17 lat, podpisała kontrakt z Universal Studios. W filmie zadebiutowała w 1950. Niezadowolona z otrzymywanych ofert, przeniosła się do Nowego Jorku, gdzie występowała w programach telewizyjnych.
W 1961 powróciła do Hollywood, gdzie wystąpiła m.in. u boku Paula Newmana w dramacie Bilardzista (1961). Rola Sary Packard przyniosła jej nominację do Oscara w kategorii dla najlepszej aktorki pierwszoplanowej.
Zmarła 14 października 2023 w Los Angeles w wieku 91 lat.

## Wybrana filmografia
- 1950: Louisa jako Cathy Norton

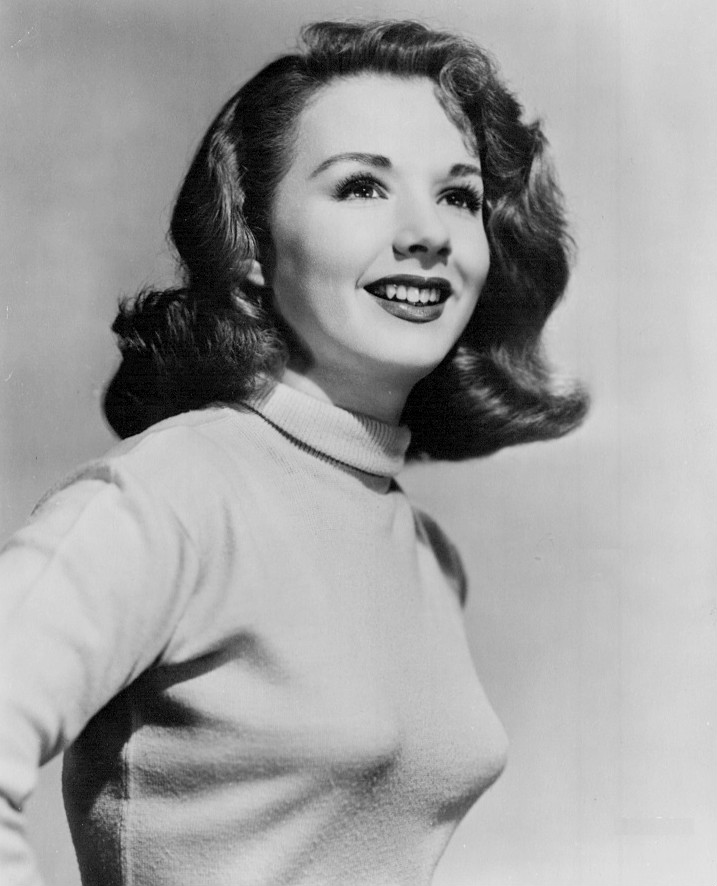
Piper Laurie (1951)

- 1950: The Milkman jako Chris Abbott
- 1951: Francis Goes to the Races jako Frances Travers
- 1951: The Prince Who Was a Thief jako Tina
- 1952: Has Anybody Seen My Gal? jako Millicent Blaisdell
- 1953: Karciarz z Missisipi jako Angelique „Leia” Dureau
- 1954: Niebezpieczna misja jako Louise Graham
- 1961: Bilardzista jako Sarah Packard
- 1976: Carrie jako Margaret White
- 1979: Tim jako Mary Horton
- 1981: Bunkier jako Magda Goebbels
- 1986: Dzieci gorszego boga jako pani Norman
- 1988: Podążaj w stronę światła jako Margo
- 1989: Spełnione marzenia jako Gena Ettinger
- 2006: Siedem żyć jako matka Arden
- 2010: Hesher jako Madeleine Forney

### seriale TV
- 1989–1990: Miasteczko Twin Peaks jako Catherine Martell